# Schubarkol Komir
Schubarkol Komir (russisch Шубарколь комир, kasachisch Шұбаркөлкөмір Schubarkölkömir) ist eines der größten Steinkohlenbergbauunternehmen in Kasachstan. Der Hauptsitz des 1985 gegründeten Unternehmens befindet sich in Qaraghandy.
Die Entstehung von Schubarkol Komir geht auf die Eröffnung des Schubarkol-Kohlebergwerks in Qaraghandy im Jahr 1985 zurück. 1996 wurde dann die Aktiengesellschaft Schubarkol Komir gegründet. Am 31. Oktober 2008 ging das Unternehmen an die kasachische Börse.
Heute befinden sich 75 Prozent der Aktien im Besitz von Eurasian Natural Resources und die restlichen 25 Prozent bei dessen Tochterunternehmen Kazchrome.